# Île Tiam Bouene
L’île Tiam Bouene est une îlot de Nouvelle-Calédonie appartenant administrativement à Poum.